# Joan Rosat

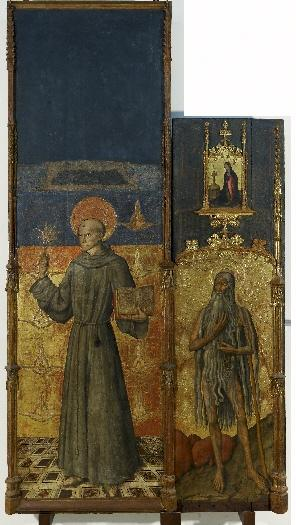
Tablas del Retablo de san Bernardino, san Onofre y santa Catalina, temple y óleo sobre tabla, 310 x 172 cm, Museo de Mallorca.

Joan Rosat, también llamado Joan Rosató, Rossat, Rosati y Rosetó, al que se ha identificado con el Maestro de las Predelas (fl., 1447 - 1482) fue un pintor gótico del segundo estilo internacional, activo en Mallorca, donde se le documenta a partir de 1447 como pintor y mercader.
Formado en la tradición del gótico internacional y posiblemente en relación con el taller de Bernat Martorell, representa junto con Rafel Móger, y más dotado que él, la apertura de la pintura mallorquina a las nuevas influencias flamencas y renacentistas italianas. Aunque documentado en Mallorca desde 1447, cuando contrató junto con el también pintor Guillem Martí un retablo de cuatro tablas para la cofradía de los santos Juanes de Sóller, es probable que no se estableciese definitivamente en ella hasta 1456. En esta fecha la priora del monasterio de Santa Margarita le reclamó la conclusión del retablo que tenía contratado con el monasterio. Su predela, que es lo único que se ha conservado (monasterio de la Concepción de Palma y Museo de Mallorca), junto con la misma pieza de otro retablo dedicado a la Resurrección (Museo Diocesano), sirvió a Chandler R. Post para fijar la personalidad del entonces todavía anónimo Maestro de las Predelas, al que el historiador norteamericano tenía por seguidor de Jaume Huguet.
Desde 1451 —cuando vendió a un esclavo— hay, además, abundante documentación relativa a un Joan Rosat de oficio mercader, nombrado en 1470 cónsul de los nizardos en Mallorca, que probablemente se trate del propio pintor, a quien también se documenta en alguna ocasión ocupado en actividades comerciales y financieras por las que, a partir de 1468, podría haber abandonado la pintura. Había fallecido en 1482 cuando se celebraron exequias en la catedral de Mallorca, indicándose que la muerte había ocurrido en Florencia.